# 魁城连氏祖屋
魁城连氏祖屋，位于中国福建省大田县太华镇魁城村，又名龙井祠，系魁城连氏总祠，宋宝祐二年（1254年）始建，清嘉庆四年（1799年）重修。建筑物分前后两堂，木结构，由前院、踏跺、前堂、天井、后堂组成；祠内有井三眼。龙井祠之旁的书院、祖屋隆兴堂等，仍然完整保留清代建筑风貌。2009年11月16日公布为第七批福建省文物保护单位。